# Llei Cúria
Curia va ser una llei romana aprovada a proposta de Marc Curi Dentat, tribú de la plebs, quan eren cònsols Marc Fulvi Petí i Tit Mali Torquat l'any 455 de la fundació de Roma (298 aC). Establia que el senat, abans de la reunió dels comicis, s'havia de comprometre a acceptar als magistrats elegits pel poble.